# Russische Rechtschreibreform von 1918
Russisches Alphabet
vor der Rechtschreibreform
im Jahre 1918
| Аа | Бб | Вв | Гг | Дд | Ее | Жж |
| Зз | Ии | Іі | Кк | Лл | Мм | Нн |
| Оо | Пп | Рр | Сс | Тт | Уу | Фф |
| Хх | Цц | Чч | Шш | Щщ | Ъъ | Ыы |
| Ьь | Ѣѣ | Ээ | Юю | Яя | Ѳѳ | Ѵѵ |

Ёё und Йй galten als Varianten von Ее und Ии.
Im Jahre 1904 wurde von der Russischen Akademie der Wissenschaften eine Sonderkommission der Orthographie gegründet, die zur Hauptaufgabe hatte, die Phonologie und Orthographie der russischen Sprache in Einklang zu bringen. Doch erst im Mai 1917 wurde eine Sitzung einberufen, in der die vorbereitete Rechtschreibreform verlesen und beschlossen wurde. Wegen der inneren Unruhen nach der Februarrevolution und vor der Oktoberrevolution im Jahre 1917 hatte die Regierung die beschlossene Rechtschreibreform nicht per Dekret erlassen können. Die von der Sonderkommission der Orthographie ausgearbeitete Rechtschreibreform wurde aber nachträglich vom regierenden Rat der Volkskommissare gebilligt und am 10. Oktober 1918 als Декрет о введении новой орфографии Dekret o wwedenii nowoi orfografii („Dekret über die Einführung einer neuen Orthographie“) gesetzlich verabschiedet.

## Inhalt der Reform

### Abgeschaffte Buchstaben
Die 1918 umgesetzte Rechtschreibreform war die letzte und eine der größten Rechtschreibreformen in Russland. Sie brachte das moderne russische Alphabet mit 33 Buchstaben hervor, wodurch die russische Orthographie erheblich vereinfacht wurde. Vier Buchstaben wurden aus dem Alphabet herausgenommen und durch andere Buchstaben ersetzt, die für die Wiedergabe identischer Laute verwendet wurden. So wurde die komplizierte Schreibweise vieler Wörter, die aus etymologischen oder traditionellen Gründen als Norm galt und meist ein mühsames Auswendiglernen erforderte, einfach und leicht erlernbar gemacht. Die vier Buchstaben, die seit der Rechtschreibreform 1918 in der russischen Gegenwartssprache nicht mehr verwendet werden, sind:

#### І/і
Der Buchstabe І/і wurde durch И/и ersetzt, das für die Wiedergabe identischer Laute [i] bzw. [j] verwendet wurde. Das І wurde vor anderen Vokalen, vor dem Buchstaben Й und im Wort міръ („Welt“) zur Unterschied mit миръ („Frieden“) geschrieben, z. B.:
- zuvor: исторія – heute: история („Geschichte, Historie“)
- zuvor: синій – heute: синий („blau“)
- zuvor: міръ – heute: мир („Welt“)
- zuvor: Нью-Іоркъ – heute: Нью-Йорк („New York“) (den neuen Regelungen folgend sollte es Нью-Иорк geschrieben werden, aber die heutige Standardschreibung verwendet – der Aussprache folgend – Й in diesem Namen)

#### Ѣ/ѣ
Der Buchstabe Ѣ/ѣ, der im Russischen ять jat hieß, wurde durch Е/е ersetzt. Ursprünglich, in der altkirchenslawischen Sprache, wurde das Ѣ für die Wiedergabe eines langen Lautes verwendet, der vermutlich dem Laut [æ:] oder dem Diphthong [ie:] ähnlich war. Im Laufe der Zeit veränderte sich aber die Aussprache dieses Lautes und verschmolz mit [e] im modernen Russischen und mit [i] im Ukrainischen. Vor 1918 wurde das Ѣ als sprachliches Relikt in sehr vielen Wörtern slawischer Herkunft geschrieben. Da es aber phonetisch von dem Laut [e] nicht mehr zu unterscheiden war, musste man eine Vielzahl von Regeln und Ausnahmen zu seiner richtigen Verwendung auswendig lernen. Deshalb gibt es im Russischen heute noch die Redewendung выучить на ять wyutschit na jat („[etwas] erlernen wie [die] Jat[-Verwendung]“, also „etwas gut auswendig können“). Einige Beispiele für die alte und die neue Schreibweise sind:
- zuvor: дѣвочка – heute: девочка („Mädchen“)
- zuvor: лѣто – heute: лето („Sommer“)
- zuvor: медвѣдь, mit Е in der ersten und Ѣ in der zweiten Silbe – heute: медведь (Bär)
- zuvor: крѣпкій – heute: крепкий („fest, stark“)

#### Ѳ/ѳ
Der Buchstabe Ѳ/ѳ, der im Russischen ѳита́ fita hieß und das griechische Theta in unveränderter Form darstellte, wurde durch Ф/ф ersetzt, das für die Wiedergabe des identischen Lautes [f] verwendet wurde. Das Ѳ wurde aus etymologischen Gründen in den Wörtern griechischer Herkunft verwendet, die im Griechischen mit Theta geschrieben wurden, z. B.:
- zuvor: ѳита – heute: фита („Theta“)
- zuvor: ариѳметика – heute: арифметика („Arithmetik“)
- zuvor: Ѳеодоръ – heute: Фёдор („Theodor“)
- zuvor: Мараѳонъ – heute: Марафон („Marathon“)

#### Ѵ/ѵ
Der Buchstabe Ѵ/ѵ, der im Russischen и́жица ischiza hieß und in veränderter Form das griechische Ypsilon darstellte, wurde durch И/и ersetzt, das für die Wiedergabe des identischen Lautes [i] verwendet wurde. Da das Ѵ allerdings im 18. Jahrhundert sehr selten geworden war, wurde es in der Rechtschreibreform nicht erwähnt. Es wurde durchgängig nur im Wort мѵро (seltener auch im Wort сѵнодъ) verwendet. Das Ѵ wurde aus etymologischen Gründen vorwiegend in sehr wenigen kirchlichen Begriffen griechischer Herkunft verwendet, die im Griechischen mit Ypsilon geschrieben wurden, z. B.:
- zuvor: сѵнодъ – heute: синод („Synode“)
- zuvor: мѵро – heute: миро („Myron“)
- zuvor: ѵпостась – heute: ипостась („Hypostase“, eine der drei Personen der Dreifaltigkeit)
- zuvor: ѵссопъ – heute: иссоп („Ysop“)

### Reduzierte Verwendung vonЪ

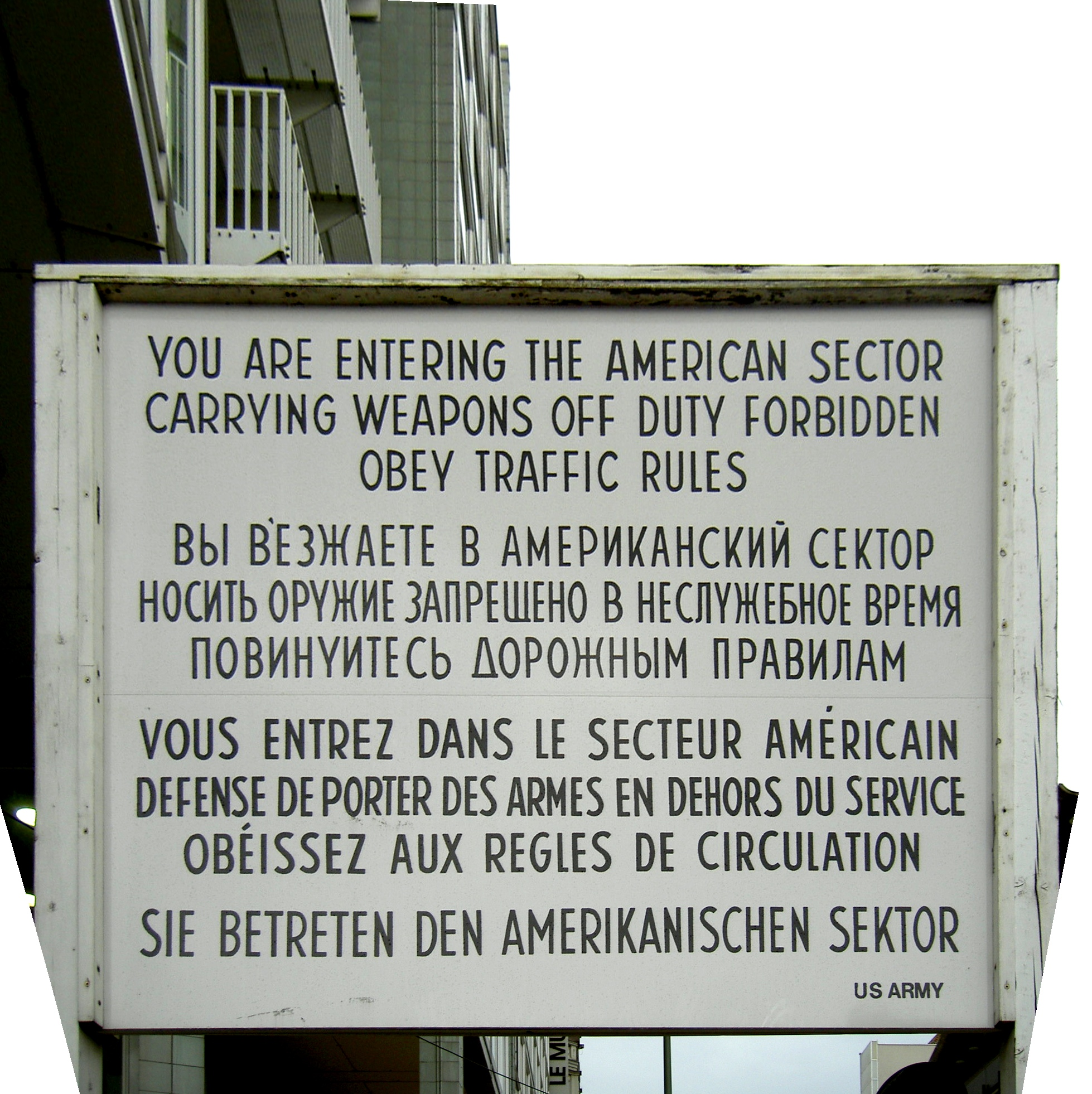
Im russischen Wort въезжаете wurde der Buchstabe Ъ durch den Apostroph ersetzt und in der Tafel ist в’езжаете zu lesen.

Durch die Rechtschreibreform wurde die Verwendung des Buchstabens Ъ aufgehoben, der am Wortende nach harten Konsonanten geschrieben wurde (siehe Beispiele oben). Der Buchstabe ъ, der vor 1918 еръ jer hieß, blieb aber im russischen Alphabet und wird heute твёрдый знак twjordy snak, hartes Zeichen, genannt. Er hat die Funktion, [j] zwischen (harten) Konsonanten an der Wortfuge und Vokalen zu bezeichnen (z. B. отъехать ot-jechat „abfahren“, aus от- ot- „ab-“ und ехать jechat „fahren“, das in der Schreibweise *отехать ohne die Fuge als *otechat gelesen würde). Vor allem in den 1920er und 1930er Jahren wurde aber wegen des stark reduzierten Anwendungsbereichs des Buchstabens die Rechtschreibreform in der Bevölkerung verbreitet so verstanden, dass ъ auch in dieser Funktion abgeschafft sei. In Druckereien, in denen im Revolutionseifer alle ъ-Lettern weggeworfen worden waren, und bei der Benutzung von Schreibmaschinen, die nicht mehr über eine entsprechende Taste verfügten, wurde der Buchstabe deshalb oft durch den Apostroph ’ ersetzt.

### Weitere Änderungen
Es gab einige weitere Anpassungen an die gesprochene Sprache. So wurden die Genitivendungen von Adjektiven -аго und -яго ersetzt durch -ого und -его.

## Vor- und Nachteile der Rechtschreibreform
Bereits in der zweiten Hälfte des 18. Jahrhunderts merkte M. W. Lomonossow an, dass sich die Buchstaben Е und Ѣ in der Umgangssprache voneinander kaum noch unterschieden und es lediglich beim Vorlesen noch so sei, dass Е als ein offener und Ѣ als ein geschlossener Laut ausgesprochen werden müssen. Ein Jahrhundert später (1885) stellte J. K. Grot, einer der bedeutendsten russischen Philologen, in seinem Werk Русское правописание („Russische Rechtschreibung“) fest, dass es in der Aussprache der beiden Laute nicht den geringsten Unterschied gebe. In den nachfolgenden Jahren sprachen sich immer mehr namhafte russische Schriftsteller und Wissenschaftler dafür aus, die Orthographie an die Veränderungen in der phonetischen Struktur der Sprache anzupassen. Die 1918 umgesetzte Rechtschreibreform war das Ergebnis dieses Bestrebens und hat die russische Orthographie erheblich vereinfacht.
In ihrer Gesamtheit hat die Rechtschreibreform die Schreibweise vieler russischer Wörter nicht nur leichter erlernbar gemacht, sondern ihr Aussehen grundlegend verändert und damit ihre morphologische Struktur in den Hintergrund treten lassen. Dadurch ist eine Reihe von Homographen entstanden, Wörtern mit ursprünglich unterschiedlichen Stämmen und Bedeutung, die heute im Russischen gleich geschrieben werden, z. B.:
- zuvor: міръ („Welt, Gemeinde“, in erweiterten Sinne „Gesellschaft“), миръ („Frieden“) – heute: мир („Welt“ oder „Frieden“)
- zuvor: вѣдѣніе („Kompetenz“), веденіе („Führung“) – heute: ведение („Kompetenz“ oder „Führung“)
- zuvor: желѣза („des Eisens“, Gen. Sing.), железа („die Drüse“) – heute: железа („des Eisens“ oder „die Drüse“)

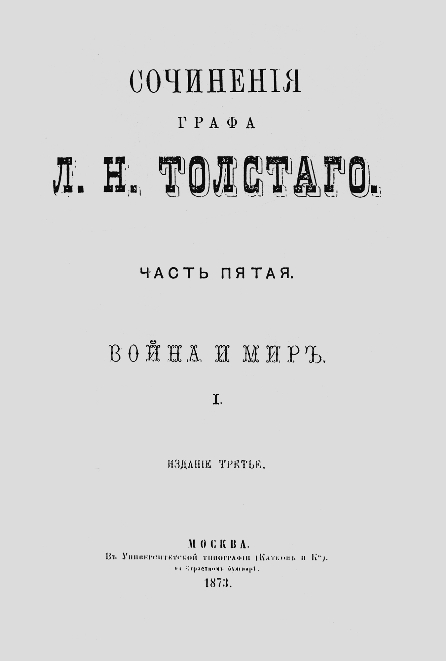
Krieg und Frieden, Band I, Kapitel 5

Wie das erste Beispiel zeigt, wurde das russische Wort мир vor der Rechtschreibreform je nach seiner Bedeutung entweder als міръ („Welt“) oder als миръ („Frieden“) geschrieben. Heute sind die unterschiedlichen Bedeutungen des Wortes мир wegen der gleichen Schreibweise nicht mehr zu erkennen. Deshalb kann man unter russischen Muttersprachlern immer wieder die Diskussion erleben, wie der Titel des von Leo Tolstoi geschriebenen Romans Война и Мир Krieg und Frieden richtig zu interpretieren sei: Meinte Tolstoi den 1812 zwischen Frankreich und Russland geführten Koalitionskrieg und den ihm folgenden Frieden oder den napoleonischen Krieg und die darin verwickelte russische Gesellschaft, also die Welt? Da der Roman 1868 mit dem Originaltitel Война и Миръ erschienen ist, lautet die eindeutige Deutung des Titels Krieg und Frieden. Genauso wurde der Titel auch in zahlreiche Fremdsprachen übersetzt.
Ungeachtet der geschilderten Nachteile und einiger damit verbundener Verwirrungen wurde die neue, vereinfachte Rechtschreibung vom größten Teil der russischen Bevölkerung gut angenommen.

## Rechtschreibreform als Bestandteil politischen Kampfes
Nach der Oktoberrevolution von 1917 sahen die Bolschewiki die alte Rechtschreibung als Sinnbild des abgeschafften Zarismus, weshalb sie versuchten, die vorbereitete Rechtschreibreform so schnell wie möglich umzusetzen. Unmittelbar nach ihrem Inkrafttreten ließen die Bolschewiki zunächst alle Lettern mit den abgeschafften Buchstaben rasch aus den Zeitungsdruckereien entfernen, um so die mögliche Anwendung alter Rechtschreibung zu unterbinden. Große Buchdruckereien konnten sich allerdings auf die neue Rechtschreibung wegen zumeist manueller und deshalb sehr zeitaufwendigen Änderungen der Schriftsätze nicht sofort umstellen. Selbst 1920 wurde Das Kapital von Karl Marx immer noch in alter Rechtschreibung veröffentlicht. Die Russische Akademie der Wissenschaften nutzte die alte Schreibweise in ihren wissenschaftlichen Büchern noch bis ca. 1924. Gleichzeitig wurde in Bildungseinrichtungen und während der „Massenmaßnahmen zur Ausmerzung des Analphabetismus“ in den 1920er und 1930er Jahren ausschließlich die neue Rechtschreibung unterrichtet.
Aber nicht nur für die junge Sowjetmacht wurde die Rechtschreibreform zum Bestandteil ihres politischen Kampfes. Die russische Aristokratie und vor allem die konterrevolutionären Intellektuellen weigerten sich vehement, die neue Rechtschreibung anzuerkennen. Weiß-Russische politische Emigranten druckten ihre Zeitungen und Bücher teilweise noch bis in die Zeit nach dem Zweiten Weltkrieg in der alten Rechtschreibung.

## Schreibweise von Eigennamen
Nach der Orthografiereform wurden – und werden weiterhin – auch die Eigennamen anders geschrieben. Zum Beispiel, Pjotr Iljitsch Tschaikowski schrieb sich zu seinen Lebzeiten (gestorben 1893, also vor der Reform) Петръ Ильичъ Чайковскій, aber heute schreibt man seinen Namen Петр Ильич Чайковский (auch Пётр mit dem fakultativen Buchstaben Ё). Auch Igor Fjodorowitsch Strawinski verwendete in seinem Namen ursprünglich die alte Rechtschreibung (Игорь Ѳедоровичъ Стравинскій statt Игорь Фёдорович Стравинский). Dieser Unterschied zur heutigen Schreibweise wird meist nicht berücksichtigt.